# Rampsgill Beck
Der Rampsgill Beck ist ein Fluss im Lake District, Cumbria, England. Der Rampsgill Beck entsteht zwischen dem Rampsgill Head und dem The Knott. Der Fluss fließt in nördlicher Richtung und vereinigt sich mit dem Bannerdale Beck zum Howegrain Beck.